# Heinersbrück
Heinersbrück, in basso sorabo Móst, è un comune di 568 abitanti del Brandeburgo, in Germania.

Appartiene al circondario della Sprea-Neiße ed è parte dell'Amt Peitz.

## Storia
Nel 2003 venne aggregato al comune di Heinersbrück il soppresso comune di Grötsch.

## Geografia antropica

### Suddivisioni amministrative
Il territorio comunale si divide in 2 zone (Ortsteil), corrispondenti al centro abitato di Heinersbrück e a una frazione:
- Heinersbrück / Móst, con la località:
  - Radewiese / Radowize
- Grötsch / Groźišćo